# Французская литература XVIII века
Французская литература 18 века создавалась  с 1715 года — времени смерти короля Франции Людовика XIV и по 1799 год — времени переворота Бонапарта, который привел к власти консульство, времени французской революции, с которого началась современная эра в истории Франции. 18 век — век колоссальных экономических, социальных, интеллектуальных и политических преобразований в стране, известный как эпоха Просвещения. 

## Контекст
18-й век ознаменовался постепенным ослаблением абсолютной монархии, выстроенной Людовиком XIV. Его власть прошла во время Регентства Филиппа Орлеанского, (1715—1723) и правления короля Людовика XV, когда Франция проиграла семилетнюю войну с Англией и потеряла большую часть своей империи в Канаде и Индии. Франция была вынуждена признать растущую мощь Англии и Пруссии. Монархия закончилась правлением короля Людовика XVI, который был не в состоянии понять или контролировать силы французской революции. К концу века произошло рождение Соединенных Штатов Америки, провозглашение французской Республики в 1792 году, приход к власти Наполеона Бонапарта.
18-й век также принес огромные социальные изменения во Франции: в стране произошел большой рост населения, богатых классов, развивалась техника (паровой двигатель, металлургия), развивалась торговля с колониями, с Новым Светом и Индией. Новый класс (третье сословие) стал оспаривать культурную и социальную монополию аристократии; во французских городах открылись театры, кофейни и салоны независимой аристократии. Подъем третьего сословия увенчался политической победой Великой французской революции.
Французское мышление также сильно эволюционировало, благодаря крупным открытиям в науке Ньютона, Ватта, Вольта, Лейбница, Бюффона, Лавуазье, Монжа.
Вера в науку и прогресс была движущей силой для создания первой французской Энциклопедии Дени Дидро и Жана Ле Ронд д’Алемберта. Авторитет Католической Церкви ослаб, отчасти в результате конфликтов между высшим и низшим духовенством, отчасти в результате конфликта между государством и иезуитами, которые были окончательно изгнаны из Королевства в 1764 году.
Освоение нового мира и первые встречи с американскими индейцами привнесли новую тему во французскую и Европейскуую литературу. Экзотика и идеи благородного дикаря вдохновили творчество Павла и Виржини, Жак-Анри Бернарден де Сен-Пьер.
Изобразительное искусство 18 века было декоративным, ориентированным на наслаждение, о чем свидетельствует Стиль Регентства и Людовика XV, картины Франсуа Буше, Жана Оноре Фрагонара, Ватто и Шардена, портреты Кантен де ла Тур, Натье и Ван Лоо. Ближе к концу века появилась живопись, иллюстрирующая пейзажи. Она была представленная в работах художников Греза, Юбера Робера и Клода Жозефа Верне. Ведущими фигурами во французской музыке были Франсуа Куперен, Жан-Филипп Рамо, но их творчество затмевали европейские композиторы 18 века, в частности, Вивальди, Моцарт, Гендель, Бах, и Гайдн.
В искусстве и архитектуре 18 века характерен стиль французского рококо и Неоклассицизма

## Философскиеи литературные течения
В конце 17-го века писатели Бейль и Фонтенель, (1657—1757) обличали социальные и политические притеснения населения. Французские писатели и философы оспаривали идею абсолютной монархии и требовали социального контракта в качестве новой основы политической власти, требовали демократизации центральной власти, разделения полномочий между исполнительной, законодательной и судебной ветвями власти (Монтескье, Дидро, Руссо.) Вольтер боролся против злоупотреблений властью со стороны правительства, выступал против сговора церкви и монархии. Руссо мечтал о счастье, о благородном дикаре; Вольтер искал счастье в мирской жизни, стремлении к утонченности.
Важные труды французских философов принадлежали к различным литературным жанрам, таким как сказка, сатира и эссе («О духе законов» Монтескье.
Комедии Пьера де Мариво и Бомарше сыграли большую роль в дискуссии о распространению великих идей. Монументальным трудом стала Энциклопедия или Толковый словарь наук, искусств и ремёсел Дидро и д’Аламбера, изданная объемом в тридцать пять томов с текстами и иллюстрациями в 1750—1772 годах. В энциклопедию были включены эссе, речи, диалоги и интервью, посвященные всем областям знаний.

## Французский театр в 18 веке
Великие французские драматурги 17 века Мольер, Расин и Корнель и в 18-м веке продолжали оказывать большое влияние на работу театра Комеди-Франсез. Новые веяния были принесены во французский театр в трагедиях Вольтера.
К 1716 году в театр вернулись итальянские комедии, которые были запрещены при Людовике XIV. Люди стали толпами ходить в театр, чтобы увидеть знаменитых актеров и посмеяться над героями, представленными в итальянской Комедии дель арте, такими как Арлекин, Коломбина и Панталоне.
Великий автор французской комедии 18 века Бомарше (1732—1799) в своих пьесах проявил мастерство диалога и интриг в сочетании с социальной и политической сатирой. Основными его работами были Севильский цирюльник (1775) и Безумный день или Женитьба Фигаро (1784).
Театр 18 века представил зрителям два новых жанра — «Comedy of Tears» (Комедия слёз) и буржуазную драму, в которых описывались истории (полные пафоса, в реалистичной обстановке) жизни буржуазной семьи. Примерами этих работ были Le Fils naturel (естественный сон) Д. Дидро, 1757 г.; Le Père de famille (отец семейства) Д. Дидро, 1758 г.; Philosophe sans le savoir (философ, который не знал, что он был философом) Мишеля-Жан Седена;  La Brouette дю vinaigrier (уксусная корзина) Луи-Себастьен Мерсье (1775); La Mère Coupable Бомарше, (1792). В 1730-х годах возник жанр «серьезной комедии» и его разновидность — «слезная комедия», в которой полностью исчезает элемент смешного.
В 18-го веке развивались новые формы музыкального театра, такие, как водевиль, комическая опера, а также новый жанр литературного письма о театре — Paradoxe sur le comédien Д. Дидро.
Заключительный этап литературы Просвещения Франции приходился на годы революции. В это время на первый план выдвигаются публицистика и драма. Свой взлет трагедия переживает в творчестве драматурга Мари-Жозефа Шенье (1764 1811), представляющего направление «революционного классицизма».

## Французский роман в 18 веке
В 18 веке жанр романа пользовался успехом у читателей. Через него автор, используя такие литературные приемы, как повествование от первого лица, обмен письмами и диалоги мог передать чувства героев. Французский роман находился под влиянием английского романа, благодаря переводу произведений Сэмюэла Ричардсона, Джонатана Свифта и Даниэля Дефо.
С 1760-х годов во Франции получает распространение зародившееся в Англии и охватившее в дальнейшем всю европейскую литературу литературное течение сентиментализм. Становление его во Франции связано с творчеством Жан-Жака Руссо, который первым заявил о превосходстве чувств над разумом, сердца над рассудком.
Роман 18 века исследовал все возможные приемы жанра разные точки зрения, неожиданные повороты сюжета, привлечение читателя, тщательный психологический анализ, реалистичные описания места действия, внимание к форме. Жанр романа с натяжкой можно разделить на несколько поджанров.

### Философский роман
В эту категорию входят повести Вольтера Задиг (1747) и «Кандид» (1759), а также повесть Простодушный, (1768), в которой Вольтер отошел от приема фэнтези и использовал социальный и психологический реализм.

### Реалистический роман
Этот поджанр рассказывал о мужчинах и женщинах, ищущих любви. Примеры: «Жизнь Марианны» (1741) и «Удачливый крестьянин» (1735) Пьера де Мариво; «Манон Леско» (1731) аббата Антуана Франсуа Прево (1731), «Совращённый поселянин» (1775), роман в форме писем Ретифа де ла Бретонна (1734—1806). В рамках этого поджанра под влиянием испанской литературы написаны реалистические романы о любви. Классический пример — «Жиль Блас» Алена-Рене Лесажа (1715).

### Роман воображения
Роман поджанра воображения описывал жизнь людей далекого будущего: L’An 2440, rêve s’il en fut jamais (Год 2440 — мечта всех мечт) Мерсье (1771); рассказы — фантазии le Diable amoureux  («Влюблённый дьявол») Жака Казота (1772).

### Эротический роман
Распутный или эротический роман описывал эротику, соблазнения, социальные интриги. Классическими примерами романа этого поджанра являются Опасные связи Пьера Шодерло де Лакло (1782); (Жюстина или несчастые добродетели) Донасьена Альфонс Франсуа де Сад (маркиза де Сада) (1797); Le Sopha- conte moral  Клода Кребийона (1745), и les Bijoux indiscrets (Нескромное драгоценности) (1748) и Монахиня Дидро (1760).

### Роман чувств
Роман чувств появился во второй половине 18 века, с публикацией романа Julie ou la Nouvelle Héloïse (Жюли или Новая Элоиза) в виде письма, написанного Жан-Жаком Руссо (1761). Этот роман был создан по образцу английского романа Памела Сэмюэля Ричардсона, который стал самым продаваемым романом века, описывающим романтическое изображение природы и романтической любви. Еще одним популярным романом был Paul et Virginie Жак-Анри Бернарден де Сен-Пьера (1787).

## Биографии в 18 веке
Роман-мемуары во французской литературе 18 века возникли под влиянием французской мемуарной литературы, получившей широкое распространение в первой трети 18 столетия.
Литературные истории жизни людей были популярны на протяжении всего 18-го века. Примерами таких историй были «Жизнь отца моего» (1779) и Monsieur Nicolas (1794) Никола-Эдме Ретифа. Жан-Жак Руссо в 1776 году основал жанр современной автобиографии произведениями les Rêveries du promeneur solitaire (Мечты одинокого ходока) и «Исповедь» 1782 года, которые стали образцами для всех последующих романов — биографий.
Многие мемуарные произведения конца 18 века могут быть отнесены к мемуарам — автобиографиям.

## Французская поэзия 18 века
Вольтер использовал с большим мастерством стихи в «Поэме о Лиссабонской катастрофе» и в le Mondain (Человек о городе). К известным французским поэтам 18 века относятся Жак Делиль (1738—1813), автор поэмы «Сады» 1782 году; Эварист Парни (1753—1814)/, автор Élégies , 1784 года.
Поэт Андре Шенье (1762—1794) создал выразительный стиль в своих произведениях la Jeune Tarentine (Молодой Tarentine) и ' la Jeune Captive, которые были опубликованы в 1819 году после смерти автора во время французской революции.
Поэт Фабр д’Эглантин известен песнями Il pleut, il pleut, bergère и участием в написании нового французского Республиканского календаря, созданного во время французской революции.

## Другие жанры французской литературы 18-го века
К другим жанрам французской литературы 18 века относятся:
- Жанр современного искусства анализировал эмоции людей. Известный автор — Гюбер Робер.
- Жорж-Луи Леклерк, граф Бюффон был популяризатором научных открытий своего века в произведении  Histoire naturelle (Естественная история), которое публиковалось с 1749 по 1789 годы.
- Публицистика и политические речи стали популярным жанром литературы 18 века. Опубликованы выступления талантливых ораторов Оноре Габриэль Рикети, граф де Мирабо, Луи Антуан де Сен-Жюст, Жорж Жак Дантон и Максимилиан Робеспьер. По мере развития революции были написаны последовали памфлеты Марата, речи Робеспьера и Сен-Жюста. Памфлеты представляли собой новый тип ораторского и публицистического искусства, рассчитанный на воздействие на широкую «непросвещённую» аудиторию.
- Песни, возникшие как отклик на события революции. Включают в себя песню «Марсельеза» Руже де Лиля (1792), ставшей национальным французским гимном.

## Итоги
Французская литература 18 века представлена богатой коллекцией произведений во многих жанрах, включает в себя произведения Энциклопедистов, писателей: Вольтера, Руссо, Монтескье, Дидро, Бомарше и др. Во многом благодаря этим писателям в 18 веке французский язык стал языком культуры, политических и социальных реформ в Европе и России.